# Coupe du monde de ski de fond 1982-1983
Navigation
Édition précédente Édition suivante
La 2e édition de la Coupe du monde de ski de fond s'est déroulée du 18 décembre 1982 au 27 mars 1983. Le Soviétique Alexander Savjalov remporte le classement général chez les hommes pendant que la Finlandaise Marja-Liisa Kirvesniemi remporte la Coupe du monde.

## Classements

### Classements généraux
| Rang | Nom                     | Points |
| ---- | ----------------------- | ------ |
| 1    | Alexander Savjalov      | 122    |
| 2    | Gunde Svan              | 116    |
| 3    | Bill Koch               | 114    |
| 4    | Jan Lindvall            | 96     |
| 5    | Thomas Wassberg         | 94     |
| 6    | Pål Gunnar Mikkelsplass | 85     |
| 7    | Juri Burlakov           | 82     |
| 8    | Vladimir Nikitine       | 79     |
| 9    | Nikolaj Zimjatov        | 74     |
| 10   | Andi Grünenfelder       | 71     |

| Rang | Nom                     | Points |
| ---- | ----------------------- | ------ |
| 1    | Marja-Liisa Kirvesniemi | 144    |
| 2    | Brit Pettersen          | 136    |
| 3    | Květa Jeriová           | 126    |
| 4    | Blanka Paulů            | 121    |
| 5    | Anne Jahren             | 114    |
| 6    | Lyubov Lyadova          | 87     |
| 7    | Inger Helene Nybråten   | 80     |
| 8    | Raisa Smetanina         | 79     |
| 9    | Anna Pasiarová          | 73     |
| 10   | Marie Risby             | 62     |

## Calendrier et podiums

### Hommes
| Étape | Lieu          | Épreuve | Date             | Vainqueur               | Deuxième                | Troisième           |
| ----- | ------------- | ------- | ---------------- | ----------------------- | ----------------------- | ------------------- |
| 1     | Davos         | 15 km   | 18 décembre 1982 | Pål Gunnar Mikkelsplass | Tor Håkon Holte         | Juri Burlakov       |
| 2     | Reit im Winkl | 15 km   | 14 janvier 1983  | Jan Ottosson            | Bill Koch               | Stefan Dotzler      |
| 3     | Sarajevo      | 15 km   | 10 février 1983  | Alexander Savjalov      | Juha Mieto              | Mikhail Devyatyarov |
| 4     | Sarajevo      | 30 km   | 12 février 1983  | Bill Koch               | Lars-Erik Eriksen       | Jurij Borodavko     |
| 5     | Kavgolovo     | 50 km   | 20 février 1983  | Jan Lindvall            | Per Knut Aaland         | Juri Burlakov       |
| 6     | Falun         | 30 km   | 26 février 1983  | Alexander Savjalov      | Thomas Wassberg         | Jan Lindvall        |
| 7     | Lahti         | 15 km   | 4 mars 1983      | Alexander Savjalov      | Pål Gunnar Mikkelsplass | Asko Autio          |
| 8     | Oslo          | 50 km   | 12 mars 1983     | Asko Autio              | Per Knut Aaland         | Gunde Svan          |
| 9     | Anchorage     | 15 km   | 19 mars 1983     | Gunde Svan              | Tim Caldwell            | Bill Koch           |
| 10    | Labrador City | 30 km   | 27 mars 1983     | Gunde Svan              | Alexander Savjalov      | Thomas Wassberg     |

### Femmes
| Étape | Lieu          | Épreuve | Date             | Vainqueur               | Deuxième                | Troisième        |
| ----- | ------------- | ------- | ---------------- | ----------------------- | ----------------------- | ---------------- |
| 1     | Val di Sole   | 5 km    | 12 décembre 1982 | Květa Jeriová           | Marja-Liisa Kirvesniemi | Blanka Paulů     |
| 2     | Klingenthal   | 10 km   | 8 janvier 1983   | Brit Pettersen          | Marie Risby             | Blanka Paulů     |
| 3     | Zadov         | 10 km   | 14 janvier 1983  | Brit Pettersen          | Anne Jahren             | Blanka Paulů     |
| 4     | Sarajevo      | 5 km    | 10 février 1983  | Blanka Paulů            | Anne Jahren             | Nadežda Šamakova |
| 5     | Kavgolovo     | 20 km   | 19 février 1983  | Květa Jeriová           | Brit Pettersen          | Anne Jahren      |
| 6     | Falun         | 10 km   | 25 février 1983  | Květa Jeriová           | Marja-Liisa Kirvesniemi | Brit Pettersen   |
| 7     | Lahti         | 5 km    | 5 mars 1983      | Marja-Liisa Kirvesniemi | Raisa Smetanina         | Brit Pettersen   |
| 8     | Oslo          | 20 km   | 12 mars 1983     | Brit Pettersen          | Marja-Liisa Kirvesniemi | Anna Pasiarová   |
| 9     | Anchorage     | 10 km   | 19 mars 1983     | Marja-Liisa Kirvesniemi | Brit Pettersen          | Anne Jahren      |
| 10    | Labrador City | 10 km   | 27 mars 1983     | Marja-Liisa Kirvesniemi | Blanka Paulů            | Brit Pettersen   |